# Trofeu Gol Televisión
El Trofeu Gol Televisión o Trofeu Gol T és un premi futbolístic atorgat cada mes des de la temporada 2009-2010 per la canal privat Gol Televisión al màxim golejador del mes de la Lliga BBVA.

## Guanyadors
| Mes      | Jugador             | Equip               | Gols |
| -------- | ------------------- | ------------------- | ---- |
| Setembre | David Villa         | València CF         | 6    |
| Octubre  | Seydou Keita        | FC Barcelona        | 4    |
| Novembre | Sergio Agüero       | Atlètic de Madrid   | 4    |
| Desembre | Gonzalo Higuaín     | Reial Madrid        | 5    |
| Gener    | Lionel Messi        | FC Barcelona (2)    | 6    |
| Febrer   | Gonzalo Higuaín (2) | Reial Madrid (2)    | 5    |
| Març     | Lionel Messi (2)    | FC Barcelona (3)    | 8    |
| Abril    | Mohammed Tchité     | Racing de Santander | 4    |
| Maig     | Lionel Messi (3)    | FC Barcelona (4)    | 7    |

| Mes      | Jugador               | Equip            | Gols |
| -------- | --------------------- | ---------------- | ---- |
| Setembre | Nilmar                | Vila-real CF     | 4    |
| Octubre  | Cristiano Ronaldo     | Reial Madrid (3) | 10   |
| Novembre | Lionel Messi (4)      | FC Barcelona (5) | 6    |
| Desembre | Lionel Messi (5)      | FC Barcelona (6) | 4    |
| Gener    | Pedro                 | FC Barcelona (7) | 6    |
| Febrer   | Lionel Messi (6)      | FC Barcelona (8) | 5    |
| Març     | Karim Benzema         | Reial Madrid (4) | 7    |
| Abril    | Roberto Soldado       | València CF (2)  | 8    |
| Maig     | Cristiano Ronaldo (2) | Reial Madrid (5) | 11   |

| Mes      | Jugador               | Equip              | Gols |
| -------- | --------------------- | ------------------ | ---- |
| Setembre | Lionel Messi (7)      | FC Barcelona (9)   | 8    |
| Octubre  | Gonzalo Higuaín (3)   | Reial Madrid (6)   | 8    |
| Novembre | Cristiano Ronaldo (3) | Reial Madrid (7)   | 6    |
| Desembre | Cristiano Ronaldo (4) | Reial Madrid (8)   | 4    |
| Gener    | Fernando Llorente     | Athletic de Bilbao | 5    |
| Febrer   | Lionel Messi (8)      | FC Barcelona (10)  | 6    |
| Març     | Lionel Messi (9)      | FC Barcelona (11)  | 8    |
| Abril    | Lionel Messi (10)     | FC Barcelona (12)  | 7    |
| Maig     | Lionel Messi (11)     | FC Barcelona (13)  | 7    |

| Mes      | Jugador               | Equip                 | Gols |
| -------- | --------------------- | --------------------- | ---- |
| Setembre | Radamel Falcao        | Atlètic de Madrid (2) | 7    |
| Octubre  | Lionel Messi (12)     | FC Barcelona (14)     | 7    |
| Novembre | Lionel Messi (13)     | FC Barcelona (15)     | 6    |
| Desembre | Lionel Messi (14)     | FC Barcelona (16)     | 7    |
| Gener    | Cristiano Ronaldo (5) | Reial Madrid (9)      | 7    |
| Febrer   | Lionel Messi (15)     | FC Barcelona (17)     | 5    |
| Març     | Lionel Messi (16)     | FC Barcelona (18)     | 5    |
| Abril    | Mesut Özil            | Reial Madrid (10)     | 4    |
| Maig     | Roberto Soldado (2)   | València CF (3)       | 6    |

| Mes      | Jugador               | Equip             | Gols |
| -------- | --------------------- | ----------------- | ---- |
| Setembre | Lionel Messi (17)     | FC Barcelona (19) | 8    |
| Octubre  | Antoine Griezmann     | Reial Societat    | 5    |
| Novembre | Cristiano Ronaldo (6) | Reial Madrid (10) | 6    |
| Desembre | Javi Guerra           | Real Valladolid   | 4    |
| Gener    | Ikechukwu Uche        | Vila-real CF (2)  | 6    |
| Febrer   | Lionel Messi (18)     | FC Barcelona (20) | 6    |
| Març     | Lionel Messi (19)     | FC Barcelona (21) | 9    |
| Abril    | Kévin Gameiro         | Sevilla FC        | 6    |
| Maig     | Charles               | Celta Vigo        | 2    |

| Mes      | Jugador                | Equip                 | Gols |
| -------- | ---------------------- | --------------------- | ---- |
| Setembre | Cristiano Ronaldo (7)  | Reial Madrid (11)     | 10   |
| Octubre  | Cristiano Ronaldo (8)  | Reial Madrid (12)     | 6    |
| Novembre | Karim Benzema (2)      | Reial Madrid (13)     | 4    |
| Desembre | Cristiano Ronaldo (9)  | Reial Madrid (14)     | 5    |
| Gener    | Lionel Messi (20)      | FC Barcelona (22)     | 6    |
| Febrer   | Lionel Messi (21)      | FC Barcelona (23)     | 6    |
| Març     | Lionel Messi (22)      | FC Barcelona (24)     | 5    |
| Abril    | Antoine Griezmann (2)  | Atlètic de Madrid (3) | 8    |
| Maig     | Cristiano Ronaldo (10) | Reial Madrid (15)     | 9    |

| Mes      | Jugador           | Equip             | Gols |
| -------- | ----------------- | ----------------- | ---- |
| Setembre | Karim Benzema (3) | Reial Madrid (16) | 5    |
| Octubre  | Neymar            | FC Barcelona (25) | 6    |
| Novembre | Neymar (2)        | FC Barcelona (26) | 5    |
| Desembre | Karim Benzema (4) | Reial Madrid (17) | 5    |
| Gener    | Borja Bastón      | SD Eibar          | 7    |
| Febrer   |                   |                   |      |
| Març     |                   |                   |      |
| Abril    |                   |                   |      |
| Maig     |                   |                   |      |

## Palmarès
| Jugador | Total |
| --- | ----- |
| Lionel Messi | 22    |
| Cristiano Ronaldo | 10    |
| Karim Benzema | 4     |
| Gonzalo Higuaín | 3     |
| Roberto Soldado · Antoine Griezmann · Neymar | 2     |
| David Villa · Seydou Keita · Sergio Agüero · Mohammed Tchité · Nilmar · Pedro · Fernando Llorente · Radamel Falcao · Mesut Özil · Javi Guerra · Ikechukwu Uche · Kévin Gameiro · Charles · Borja Bastón | 1     |

| Club                                                                                               | Total |
| -------------------------------------------------------------------------------------------------- | ----- |
| FC Barcelona                                                                                       | 26    |
| Reial Madrid                                                                                       | 17    |
| València CF Atlètic de Madrid                                                                      | 3     |
| Vila-real CF                                                                                       | 2     |
| Racing de Santander Athletic Club Reial Societat Real Valladolid Sevilla FC Celta de Vigo SD Eibar | 1     |

| País                                           | Total |
| ---------------------------------------------- | ----- |
| Argentina                                      | 26    |
| Portugal                                       | 10    |
| França · Espanya                               | 7     |
| Brasil                                         | 4     |
| Mali · Burundi · Colòmbia · Alemanya · Nigèria | 1     |